# Масорети
Масорети (івр. בעלי המסורה) — групи переписувачів та вчених що працювали у VII — XI століттях н. е. над традиційною системою вимови біблійних текстів та системою діакритичних знаків для позначення пропущених у тексті голосних звуків. Рух заснований в першу чергу на території в сучасного Ізраїлю в містах Тверії та Єрусалим, а також в Іраці (Вавилон). Кожна група складала систему вимови та граматичних посібників у вигляді діакритичних нотаток про форму біблійного тексту пробуючи виправити вимову, пунктуацію та вірші розділів і речитативу Єврейської Біблії — Танаху для єврейської громади у всьому світі. Позначки масоретів робилися на івриті та (рідше) арамейською мовою.
Слово «масорети» походить від івр. מסורה, Масора (івр. מסורת, масорет, яке означає «традиція».